# 바나나잎

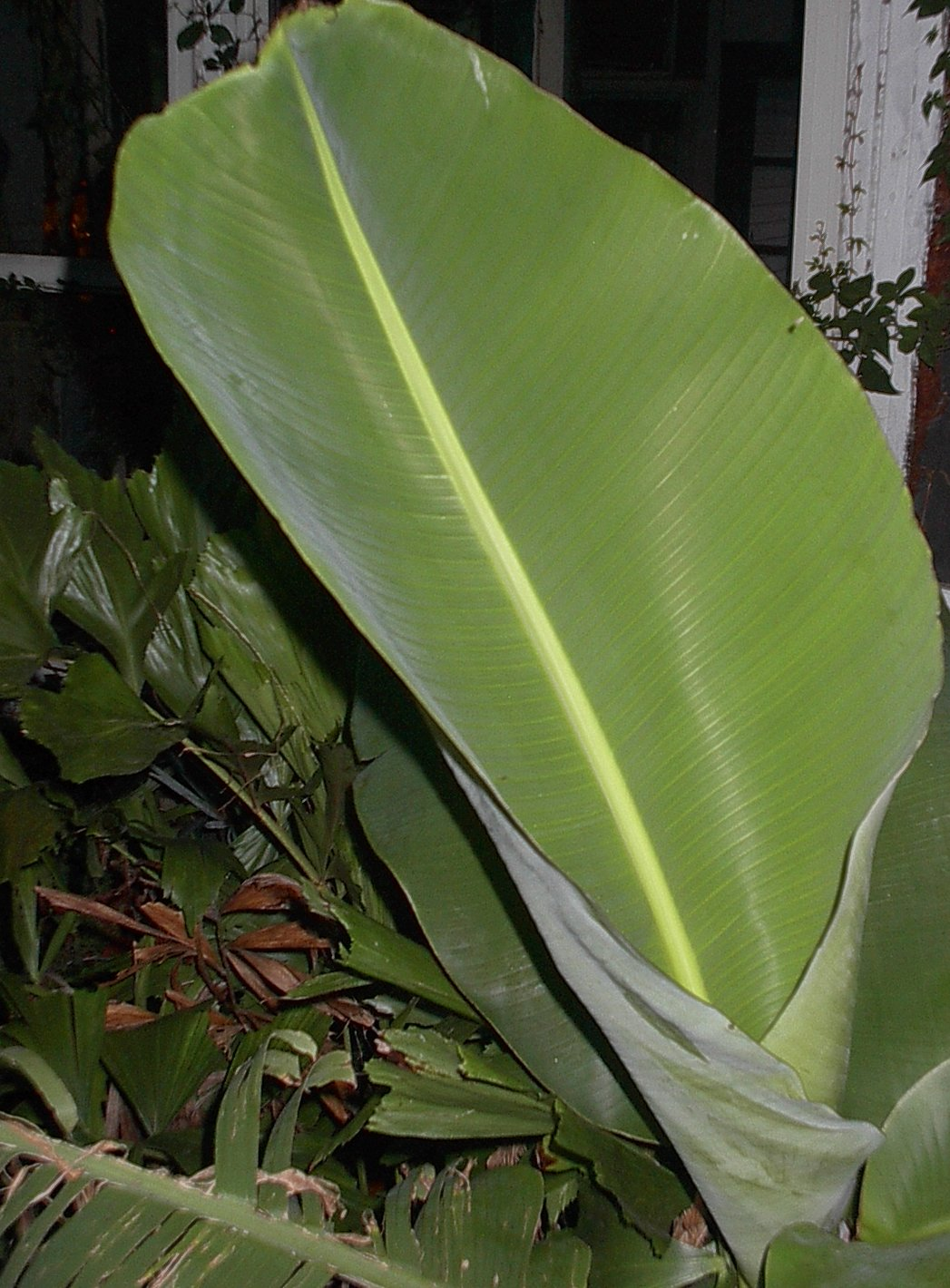
바나나잎

바나나잎(banana-)은 바나나의 잎이다. 바나나가 자라는 열대 및 아열대 지역에서 요리하거나 음식을 담아 내는 그릇으로, 포장재로, 지붕과 울타리 재료로 쓰이는 등 다양한 용도로 널리 쓰인다.
수많은 힌두교 및 불교 의식에서 장식적이고 상징적인 목적으로 사용된다. 열대 지방의 전통적인 주택 건설에서는 지붕과 울타리를 마른 바나나 잎 초가로 만든다. 바나나와 야자잎은 역사적으로 남아시아와 동남아시아의 많은 국가에서 필기를 위해 받쳐서 쓰는 주된 표면이었다.

## 요리로의 응용
바나나잎은 크고 유연하며 방수 기능이 있다. 요리되거나 제공되는 음식에 향을 부여한다. 바나나잎으로 찌면 요리에 은은한 달콤한 맛과 향이 더해진다. 잎 자체는 먹지 않으며, 내용물을 다 쓴 후에는 버린다.
풍미를 더하는 것 외에도 잎은 호일(foil)이 하는 것처럼 즙을 유지하고 음식이 타는 것을 방지한다. 타밀나두주(인도)에서는 잎을 완전히 건조시켜 식품 포장재로 사용하고, 액체를 담는 컵으로 만들기도 한다. 말린 잎은 타밀어로 'Vaazhai-ch- charugu'(வாழைச் சருகு)라고 한다. 일부 남부 인도, 필리핀, 크메르 요리법에서는 바나나잎을 튀김용 포장지로 사용한다. 잎은 나중에 제거된다. 베트남 요리에서는 바나나잎을 사용하여 조 루어와 같은 음식을 포장한다.

## 같이 보기
- 연잎